# Fando y Lis
Fando y Lis es una película mexicana dirigida por Alejandro Jodorowsky, la cual fue estrenada en 1968 y significó su debut como director cinematográfico en México.
El filme fue realizado en blanco y negro entre julio y septiembre de 1967, durante los fines de semana, con un presupuesto modesto.
Por otra parte la cinta fue muy conocida por el hecho de que causó gran polémica al momento de su estreno, ya que parte del público reaccionó violentamente a su contenido, y personajes del cine mexicano pidieron la censura y expulsión del país al autor. 

## Antecedentes
La cinta está basada en la obra de teatro homónima de Fernando Arrabal, escrita en 1955. Arrabal, Jodorowsky y Roland Topor —dibujante, pintor y escritor—, radicados en París, fundaron el  Movimiento Pánico,  sobre ideas básicas de integrar todo en cualquier forma de arte, incluyendo tres ingredientes básicos: euforia, humor y terror.
Cuando Jodorowsky se instala en la Ciudad de México, en 1959, empieza a presentar y dirigir obras de Teatro del Absurdo y del Teatro de Vanguardia, de autores europeos y mexicanos. En 1962 inicia el Grupo Pánico de México, que empieza a realizar una concepción del teatro llamada Efímero Pánico. Tras presentar un notable Efímero en la Escuela Nacional de Artes Plásticas  de la Universidad Nacional Autónoma de México —antes Academia de San Carlos— el 24 de octubre de 1963, el Grupo establece una presencia notable en el teatro y las artes en México, al tener una nueva actitud y concepción de integración de todas las artes, y buscar nuevos espacios y formas de expresión, que influyen grandemente a muchos autores de las nuevas generaciones. Con estos antecedentes, realiza luego un Efímero en París en 1964, dentro de un Festival de las Artes de Vanguardia, del que se publicó un amplio reportaje en la revista Planéte. Para la publicación de una enciclopedia del teatro, le solicitan un texto sobre el Teatro Pánico, por lo que a su regreso a México expresa su propia visión de la actividad pánica, en su Filosofía Pánica, escrita en 1964. Su interés por acercarse a públicos más amplios lo lleva a buscar el hacer cine, y consigue apoyo para la producción de Fando y Lis, su primer largometraje en México.
La película es una especie de odisea de la pareja humana, que narra el viaje que emprenden Fando y Lis en busca de la felicidad en una ciudad simbólica llamada Tar, donde encontrarán la paz y la alegría. Sin embargo, deben enfrentar en el camino realidades, circunstancias y personajes que se convierten en retos, amenazas, confrontaciones, aprendizajes, iluminaciones.

## Obra teatral
En busca de comprender el filme de Jodorowsky habría que esbozar brevemente la esencia de la obra de teatro de la que surge este filme: Fando y Lis de Fernando Arrabal. El dramaturgo conduce su trabajo por los cánones clásicos del llamado “teatro del absurdo” para el establecimiento de la obra, pero no hace ausencia del bagaje sociocultural del momento para así lograr una comprensión objetiva y reacción de sensibilidad en el espectador. Se enfrenta a los tabúes sociales y lucha con el convencionalismo de su época por medio de una lucha a través de la entrega al escapismo. Emplea la ironía y rebeldía como agente terapéutico de libertad.
“La pieza teatral representa la singularidad que pone en evidencia la superficialidad, la “idiotez” de los elementos reales -los de los mortales idiotizados- que lleva o traslada a su obra. Si en la realidad ese absurdo se monta con mucho esmero y en medio de muchísimos intereses de poderosos, de tontos y de intelectuales vanidosos, se desmonta en un instante, con facilidad lo destruye ofreciendo el proceso como un espejo para todo el que quiera mirar o mirarse con autocrítica. Por supuesto, al pronto trastoca lo sagrado e irónicamente lo lanza al lector para ver o experimentar cómo reacciona: lo lanza a su cara por si, en ella, se perturba o se disipa.” Su teatro opera bajo situaciones y no de sucesos; predomina el lenguaje de la imagen a diferencia del discursivo y argumentador. La representación de los diálogos mantenidos entre Fando y Lis exponen el esfuerzo constante por comunicarse con el entorno para entenderse. Lo inverosímil es necesario para contrarrestar en el argumento oponiéndose a lo tradicional del momento. “La comicidad es un carácter que impregna toda la obra, a pesar de su tema sombrío, violento y amargo. Por esta causa trasciende las categorías de lo cómico y lo trágico, haciendo una combinación entre el humor y el horror.”
“Fando y Lis, una metáfora cruda y poética de la crueldad, la soledad y la incomunicación humana, es una historia desesperanzada, sin sentido aparente. En efecto, uno de los rasgos llamativos de Fando y Lis es la presencia constante de la muerte, un motivo central de la obra de Arrabal. En ese sentido, Fando y Lis es una de las primeras y principales manifestaciones artísticas del llamado teatro-pánico, donde la muerte como fruto de la violencia se presenta como un rito ceremonial o el indicio palmario del fracaso. En Arrabal, la violencia sólo engendra más incomunicación, más frustración y, consecuentemente, más violencia. (…) Nos presenta frecuentemente unos seres incomunicados, donde la soledad es la única compañera del sujeto: los monólogos intercalados por Fando expresan con claridad la angustia y el aislamiento que padece este personaje.”
El fin de esta búsqueda es la Ciudad de Tar. “Para Torres Monreal, en esta obra “Tar” simboliza la libertad (Ibíd., p. 16), y no exclusivamente un lugar físico. Añade Torres Monreal:
«Para Raymond Mundschau se trata de la felicidad de Fando y Lis (Fernando y Luce en 1955). […] Ángel Berenguer da una interpretación menos biográfica. Desde su óptica sociogenética, los grupos camino de Tar representarían a la pequeña burguesía española, en la que se inscribe el dramaturgo, condenada a desaparecer por el sistema capitalista. […] Para el crítico Paul Morelle significaría la Revolución. Explicaciones más comunes y generalizadas son las que ven en Tar el Paraíso de la infancia perdida, la utopía vaga e imprecisa, o el conocimiento (Ibíd., pp. 16-17).»”
Se entiende que la propuesta de la pieza es de carácter simbólico. Se denuncia la constante necesidad humana por la búsqueda de la felicidad. En este caso no se obtiene recompensa. La desolación permanente es constante en el ambiente de la existencia de los personajes.

## Sinopsis
La película comienza mostrando a Lis comiendo los pétalos de una rosa, mientras escuchamos una explosión; posteriormente, mientras observamos los créditos de la cinta, una voz explica qué es la ciudad de Tar y las cosas que ocurren en ella.
Súbitamente aparecen algunos recuerdos de Fando, los cuales muestran la tristeza que sufrió tras la muerte de su padre. Vemos entonces que Fando y Lis transitan sobre un ambiente rocoso y abandonado. Se entiende que Lis no puede avanzar por sí misma y viaja sobre un carrito empujado por Fando, donde llevan también un tambor, un fonógrafo y una muñeca. Avanzan hasta que aparece un primer obstáculo: un grupo de mujeres tratan de seducir a Fando, que  abandona a Lis. Ella, entristecida, empieza a recordar momentos en su infancia, donde se muestra que fue agredida y violada.
Luego, observamos a Fando con los ojos vendados mientras las mujeres se divierten a su costa. Arrepentido de su abandono, Fando regresa donde Lis y se disculpa. La joven, aún triste y deprimida, empieza a cantar canciones tristes, mientras él la consuela, asegurándole que si ella muere, él irá a verla a su tumba con una flor y un perro. La pareja sigue su camino: en cierto momento Fando piensa que no hay una salida de ese mundo doloroso: Aparece un anciano vestido de cura, quien trata de convencerlos de que ese sí es el camino a Tar; pero Fando y Lis descubren el engaño y se devuelven.
Fando pronto se desespera por tratar de ver cosas buenas donde no las hay, y lastima a Lis tirándola y arrastrándola por el terreno empedrado. Continúa agrediéndola, diciéndole que es una carga, y vuelve a dejarla abandonada a su suerte. Fando se encuentra ahora a un grupo de ancianas, que están apostando a un hombre en un juego de azar: usan duraznos en almíbar como fichas, mientras se escucha el ruido de moscas volando.
Enseguida se ve a una mujer con un látigo de cuero, quien empieza a castigar a Fando, dándole latigazos en la espalda;  simultáneamente, vuelve el recuerdo del padre, quien ataca a toda esa gente, incluyendo a la mujer. El recuerdo de la violación de Lis lo hacer sollozar, y decide ir a pedirle perdón de rodillas, mientras lame sus pies en señal de arrepentimiento.
Lis le reprocha todos los males que Fando le ha hecho y él le jura que no lo volverá a hacer. En ese momento aparece un grupo de travestidos que empieza a hacer un espectáculo frente a ellos; de pronto, los dos protagonistas también aparecen con las ropas cambiadas: Lis vestida como Fando, él como ella. En la siguiente escena, se observa cómo ambos dibujan sobre sus cuerpos los nombres de sus respectivas parejas.
Fando decide ir a dar una vuelta con su tambor; en ese preciso instante, viene a su mente el recuerdo de su madre, que fuera una mujer muy famosa, que nunca prestó atención a su hijo y mucho menos le dio amor y cariño; se entiende que fue también la responsable de la muerte del padre de Fando, ya que lo humilló constantemente ante todos.
Posteriormente, se muestra un momento de intimidad entre Fando y Lis, que es interrumpida por el mismo recuerdo de la violación de ella. Fando se enfada de tal manera que encadena a Lis al carro y la desnuda totalmente, llamando a la gente para que la admiren, sometiéndola a la humillación pública. Él trata de alejarse de ella para no sentirse culpable, pero es inútil, pues el camino no conduce a ninguna parte. 
Lis comenta que no han avanzado en su recorrido a Tar, que se han quedado en el mismo sitio; pero, sin embargo, Fando continúa intentando ser bueno con Lis, aunque los traumas no lo dejan;  posteriormente encadena y esposa a Lis.
Fando, en su desesperación por querer avanzar, vuelve a lastimar a Lis, que ahora reacciona botándole su tambor (que quizá era el único recuerdo de su padre muerto), por lo que Fando, lleno de odio y rabia, termina pateándola y lanzándole piedras queriendo matarla. En ese instante, aparece un hombre con un caballo, el cual la lleva directamente a un cementerio: ya en una tumba, muchas personas se acercan y cortan un pedazo de sus ropas, para comerlas. Fando aparece, y al ver la tumba de Lis, se llena de dolor: extiende las manos hacia la tumba y luego se lleva a Lis, cargándola.
La película termina en el cementerio, cuando Fando acompaña la tumba de Lis durante varias horas, tal como lo prometió al comienzo, con una flor y un perro.  Y Fando, ya cubierto de hojas caídas, se queda inmóvil hasta que cierra los ojos, muy triste por su muerte.

## Elenco
- Sergio Kleiner ... Fando
- Diana Mariscal ... Lis
- María Teresa Rivas ... Madre de Fando
- Tamara Garina ... Papisa
- Juan José Arreola ... Hombre elegante con un libro
- Julia Marichal ... Mujer con látigo
- Alejandro Jodorowsky ... Titiritero
- Carlos Ancira ... Narrador
- Valerie Trumblay ... Mujer seductora  / Mujer con una férula
- Graciela R. de Mariscal ... Artista
- Fuensanta ... Cabaretera
- Elizabeth Moore ... Lis (niña)
- Vicente Moore ... Fando (niño)
- Rafael Corkidi ... Padre de Fando / Hombre elegante con barba
- Alfonso Toledano ... Doctor
- Samuel Rosemberg ... Hombre elegante con un bastón
- René Rebetez
- Amparo Villegas
- Miguel Álvarez Acosta
- Rodolfo Amezcua del Río
- Raúl Romero
- Julio Castillo
- Adrián Ramos
- Antonio Zepeda
- Henry West
- Luis Urías
- Tina French
- Freddy Marichal
- Alejandro Romero
- Hector Mariscal
- Rosita Oliver
- Greta Cohen
- Basha
- Miguel Kafka
- Pablo Leder
- Alina Sánchez
- Roberto Cirou
- Ricardo Montejano
- Gabriel Weiss
- René Alís
- Sergio Rendón
- Carlos Acosta
- Roberto Colmenares
- Jacqueline Ducolomb
- Carlos Savage

## Estreno y polémica
La cinta fue estrenada el 17 de noviembre de 1968 durante la XI Reseña Internacional de Acapulco. Una parte del público se sorprendió por las imágenes y las ideas expresadas en la cinta, que les parecieron atrevidas, inmorales, y algunos comenzaron  a manifestar su descontento con abucheos e insultos al autor, arrojando cosas a la pantalla en señal de desaprobación; otros abandonando la sala. Al terminar la proyección,  algunas personas manifestaron su repudio a la cinta, entre ellos el famoso y conocido director de cine mexicano Emilio Fernández, quien lanzó amenazas de muerte al autor. El director Roman Polanski, presente en la sala, se levantó para decir que no necesariamente gustaba o estaba de acuerdo con la película, pero que sin duda defendía el derecho de cualquier autor para expresarse con toda libertad, y que lo que no era aceptable es que en los países se censuraran las expresiones del arte y la cultura, como a él le había sucedido en su país de origen.
En la prensa, se generaron comentarios negativos y polémicos, en mucho por llamar la atención en formas amarillistas, pero también algunos personajes muy conocidos del cine mexicano, tuvieron expresiones, más que de diferencias en concepción y comprensión del cine, condenando y censurando a Jodorowsky: entre ellos Raúl de Anda y Servando González, e incluso alguno incluso pidió públicamente que se expulsara del país a Jodorowsky como extranjero indeseable.
La defensa de la cinta por Polanski (quien estuvo en la Reseña acompañado por su esposa Sharon Tate para promover su filme El bebé de Rosemary) fue decisiva para que el público entendiera que el arte no debe ser limitado, lo que además le dio a Fando y Lis una resonancia internacional, y con el escándalo se despertó el interés en muchos países por verla.
En aquellos años, la distribución de películas en México estaba muy controlada, primero por una censura oficial que recortaba partes de las cintas que consideraban no deberían ser vistas por el público, y por los grupos dominantes de productores y distribuidores comerciales. Posteriormente el gobierno definió una categoría de "Cine de Arte" que podría ser exhibido sólo en las salas específicas para esa clasificación, pero en todo el país sólo se permitió la existencia de una sola sala para ese tipo, lo que implicaba una cierta forma de censura y de evitar que ciertas obras fueran vistas por públicos más amplios.
Así, Fando y Lis estuvo fuera de exhibición hasta 1972, cuando finalmente fue posible su estreno comercial, bajo la clasificación de autorizada únicamente para mayores de 21 años. Ese estreno abierto se realizó el 8 de junio de ese año, en el hoy desaparecido Cine Roble de la Ciudad de México; entonces ya tuvo buenas críticas y un considerable éxito de público, atraído en mucho por la misma represión y censura y los escándalos mediáticos.